# Scinax nebulosus
A Scinax nebulosus a kétéltűek (Amphibia) osztályának békák (Anura) rendjébe és a levelibéka-félék (Hylidae) családjába tartozó faj.

## Előfordulása
A faj Brazíliában, Bolíviában, Francia Guyanában, Guyanában, Suriname-ban és Venezualában él. Természetes élőhelye szubtrópusi vagy trópusi nedves síkvidéki erdők, nedves szavannák, időszakos édesvízi mocsarak, legelők, kertek és lepusztult erdők. A fajt élőhelyének elvesztése fenyegeti.